# Pontiac Grand Ville
Pontiac Grand Ville – samochód osobowy klasy luksusowej produkowany pod amerykańską marką Pontiac w latach 1970–1975.

## Historia i opis modelu

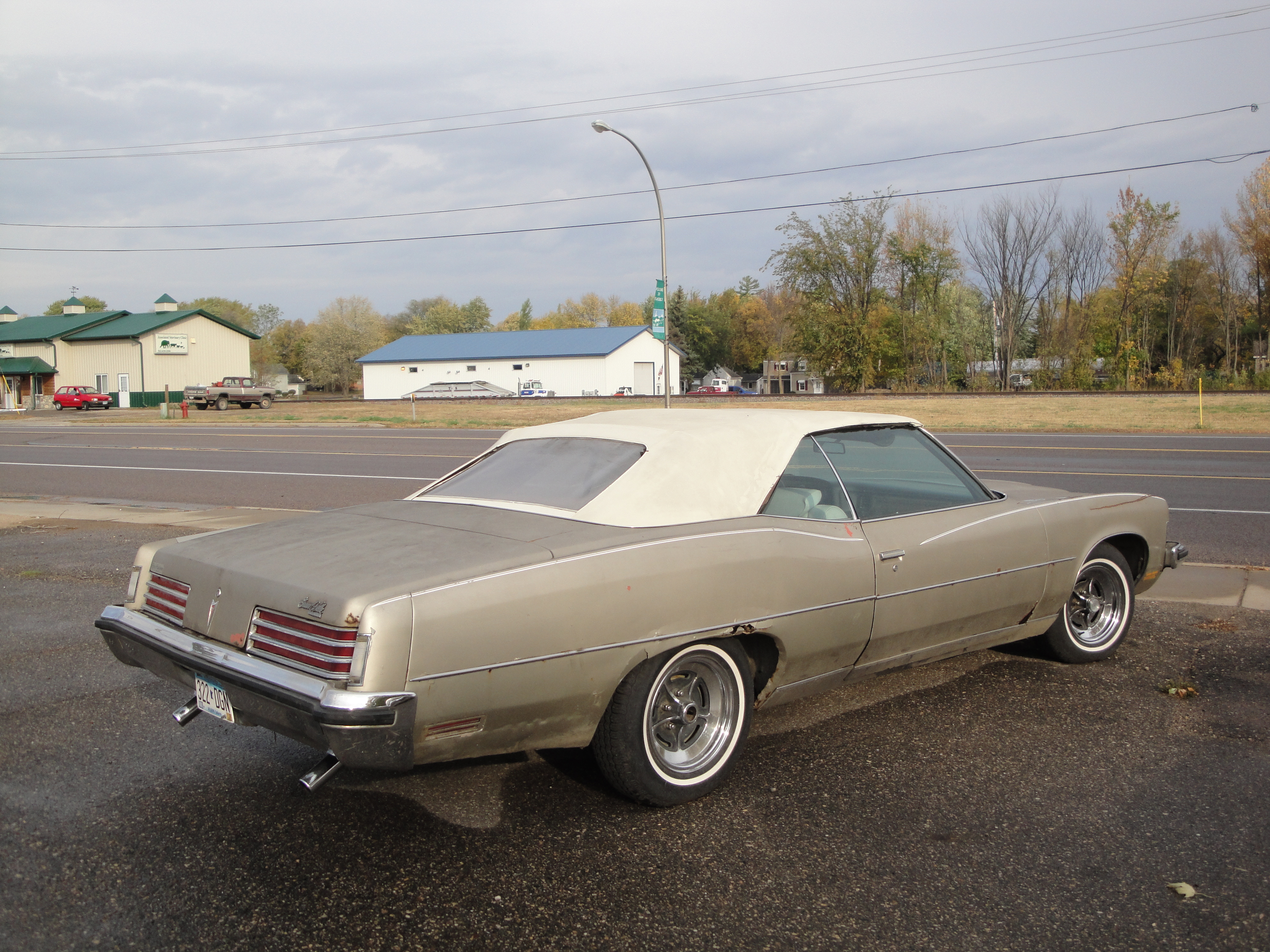
Pontiac Grand Ville – tył

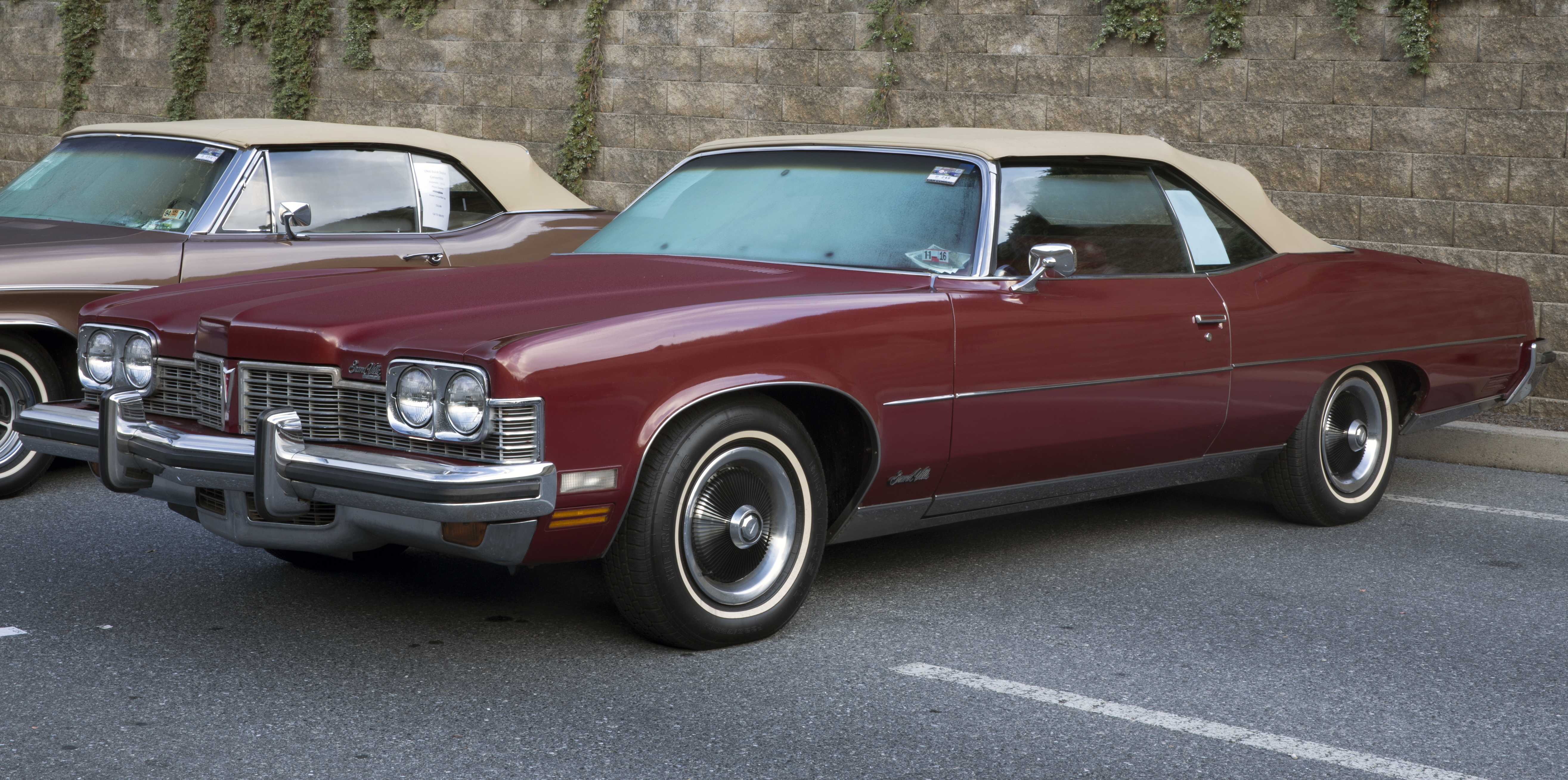
Pontiac Grand Ville po drugim liftingu

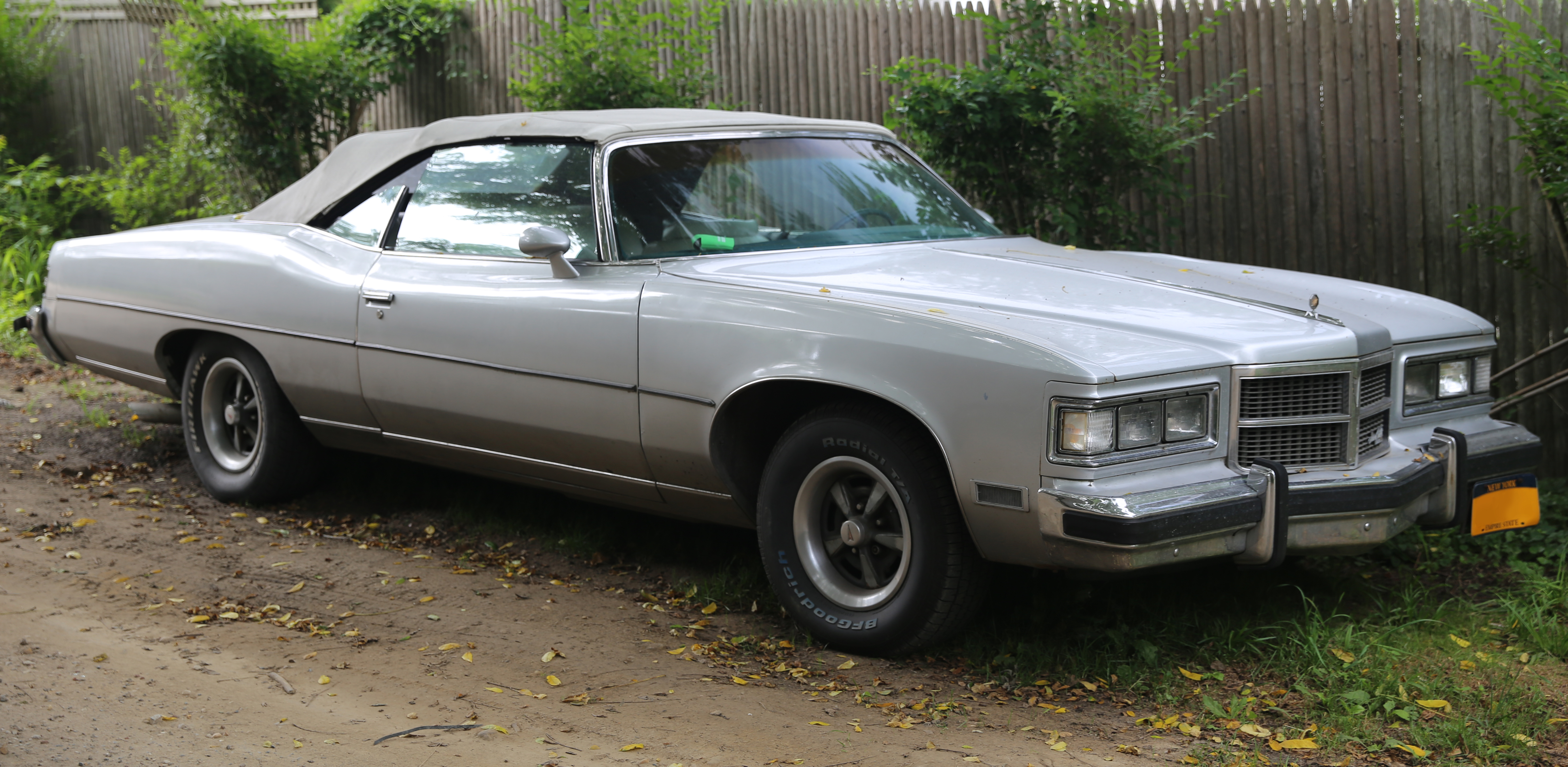
Pontiac Grand Ville po drugim liftingu

Pontiac Grand Ville pojawił się w ofercie producenta na początku lat 70. XX wieku jako nowy, topowy model w ofercie. Samochód dostępny był jako 2-drzwiowe coupé, 4-drzwiowy sedan oraz 2-drzwiowy kabriolet.
Jako podstawowe źródło napędu wykorzystano benzynowy silnik V8 455 (7,5 l) z 4-gardzielowym gaźnikiem, był to standardowy element wyposażenia w latach 1970–1974, opcjonalny od roku 1975 kiedy wprowadzono na jego miejsce jednostkę V8 400 (6,6 l).

### Restylizacje
Podczas trwającej 5 lat produkcji Pontiaka Grand Ville, samochód przeszedł dwie obszerne restylizacje. W ramach pierwszej, przeprowadzonej w 1972 roku, zmienił się głównie kształt atrapy chłodnicy. Kolejna, z 1974 roku, przyniosła także inny kształt reflektorów, a także tylnych lamp.
Produkcję zakończono w roku 1975, za to rok później następcą została szósta generacja linii modelowej Bonneville. Powstało około 320 000 egzemplarzy Grand Ville.

### Silniki
- V8 6.6l
- V8 7.5l